# 17734 Boole
17734 Boole este o planetă minoră (asteroid), cu un diametru de 4,017 km, din centura de asteroizi. A fost descoperită pe 22 ianuarie 1998 la Prescott Observatory⁠(d) de Paul G. Comba⁠(d) și a fost numită după George Boole. 
Obiectul prezintă o orbită caracterizată de o semiaxă mare de 2,4091007 UAi, o excentricitate de 0,1, o înclinație de 2,10646 ° în raport cu ecliptica.